# Житие Артемия Антиохийского
Житие Артемия Антиохийского — грекоязычный текст, повествующий о жизни и деяниях христианского святого Артемия Антиохийского.
Первоначальная редакция текста приписывается некоему Иоанну Родосскому, о котором иных сведений не сохранилось. В некоторых рукописях автором текста называется Иоанну Дамаскину. Автор жития приводит список своих источников (Евсевий Кесарийский, Феодорет, Сократ Схоластик) и особо выделяет «Церковную историю»  Филосторгия. В конце Χ века текст был переработан Симеоном Метафрастом. Существуют и краткие версии жития, они содержатся в Минологии Василия II и в синаксаре Константинопольской церкви.
Житие по своему характеру близко к греческому роману. Информация об Артемии, содержащаяся в Житии, сильно отличается от сведений о реальном прототипе Артемия Антиохийского. В «Житии» Артемий представлен как яростный защитник христиан, выступление в поддержку которых становится причиной казни Артемия по приказанию Юлиана Отступника.
Первый перевод «Жития Артемия» на церковнославянский язык был создан на Руси во второй половине XII века. В качестве исходного текста послужил краткий вариант из Минология Василия II. Полный текст «Жития» был переведен в первой половине XIV в. Предполагается, что это было сделано монахами-сербами на Афоне. Славянский текст «Жития  содержится в Великих Четьих-Минеях. Кроме того, существуют переводы на армянский и грузинский языки.

## Издания
- Johannes von Damaskos: Die Schriften. Band 5: Opera homiletica et hagiographica. Berlin 1988 (= Patristische Texte und Studien 29), S. 183–246.
- Повѣсть о мученiи святого и славнаго мученика и чюдотворца Артемiя  // Великие Четьи-Минеи, собранные всероссийским митрополитом Макарием. Октябрь, дни 19—31. — СПб., 1880. — Стб. 1573—1633.